# Sam Crane (actor)
Sam Crane (nascut el 1979) és un actor anglès. A l'escenari, Crane ha tingut papers principals en produccions de Farinelli and the King, 1984, i Harry Potter i el llegat maleït. Fora del teatre ha aparegut a The Crown i ha codirigit el documental Grand Theft Hamlet amb la seva esposa Pinny Grylls.

## Antecedents
Crane és fill de Richard Crane, un dramaturg i director de teatre Faynia Williams. Va estudiar a la Universitat d'Oxford i la LAMDA, on va guanyar el premi Nicholas Hytner. Està casat amb el cineasta Pinny Grylls i tenen un fill i una filla.

## Carrera

### Teatre
Crane va interpretar Farinelli a la peça de Claire van Kampen Farinelli and the King al costat de Mark Rylance al Sam Wanamaker Playhouse i va repetir el seu paper quan la producció es va traslladar primer al Duke of York's Theatre i després al Belasco Theatre de Broadway. També és conegut per interpretar Winston Smith a la producció de Headlong de 1984 al West End. Des del 13 d'octubre de 2022, Sam interpreta a Harry Potter a Harry Potter i el llegat maleït al Palace Theatre de Londres.

### Cinema, televisió i videojocs
L'any 2009, va interpretar a Fred Walters a la sèrie dramàtica de sis parts de la BBC Desperate Romantics. Al videojoc d’Ubisoft de 2015 Assassin's Creed Syndicate, Crane va interpretar Frederick Abberline.El 2017, va interpretar a Patrick Plunket en un episodi de la sèrie de Netflix The Crown.
Crane, juntament amb la seva dona Pinny Grylls, va codirigir, produir executiu i actuar a Grand Theft Hamlet, una pel·lícula documental de 2024 sobre una producció de Hamlet feta completament dins del joc Grand Theft Auto Online. La pel·lícula es va estrenar al SXSW Film Festival de 2024, on va guanyar el premi del jurat al millor documental, i Crane i Grylls més tard van guanyar el millor director debut (llarg documental) als Premis British Independent Film.

## Crèdits selectes
Teatre
- Harry Potter and the Cursed Child (2022 Palace Theatre, Londres) com a Harry Potter
- Farinelli and the King (2015-2018), Shakespeare's Globe, West End i Broadway)
- 1984 (2014, West End) com a Winston Smith
- Eternal Love (2014, ETT) com a Bernard de Clairvaux
- The Humans (2013, BAM New York) com Tophole
- The Christmas Candle (2013) com Thomas Haddington
- Father Brown "The Mayor and the Magician" (2013) com a William Knight
- New Tricks "Old School Ties" (2012) com a Oliver Lebbon
- Casualty "Place of Safety" (2011) com a Jim
- Bedlam (2010, Shakespeare's Globe) com a Laurence
- Henry IV Part I & II (2010, Shakespeare's Globe) com a Hotspur i Pistol
- ...some trace of her (2008, NT)
- The Odyssey (2008, National Theatre)
- DNA/ The Miracle (2008, NT) com a Phil/ Mr Rodgers
- Kebab (2007, Royal Court Theatre) com a Bogdan
- Othello (2007, Shakespeare's Globe) com a Roderigo
- Ghosts (2007, Bristol Old Vic) com a Oswald
- Carrie's War (2006-7, Lillian Bayliss Theatre) com a Albert
- Midnight Cowboy (2006, Edinburgh Festival)
- The Pretenders (2006, ràdio)
- Silverland (2006, Arcola) com a Mikey
- And Then There Were None (2005-6, Gielgud Theatre) com a Anthony
- Major Barbara (2004, Royal Exchange Theatre)
- Rabbit (2003, UK tour) com a Spin
- A Little Requiem for Kantor (ICA/ SESC São Paulo)
- Paddington, (1986, Hamilton Primary) com a Jonathan Brown amb Peter Fletcher com a Paddington Bear.

Televisió
- Van der Valk "Secrets in Amsterdam" (2024) com a Freddie Klink[15]
- The Crown (2017) com a Patrick Plunket, 7è Baró Plunket
- Desperate Romantics (2009) com a Fred Walters
- Midsomer Murders "Murder on St. Malley's Day" (2002, TV) com a Daniel Talbot

Cinema
- Grand Theft Hamlet (2024), com a Hamlet. També co-director i productor executiu.
- Napoleon (2023), com a Jacques-Louis David